# Sphenomorphus vanheurni
Sphenomorphus vanheurni är en ödleart som beskrevs av  Leo Daniël Brongersma 1942. Sphenomorphus vanheurni ingår i släktet Sphenomorphus och familjen skinkar. Inga underarter finns listade i Catalogue of Life.